# 平佐元賢
平佐 元賢（ひらさ もとかた）は、戦国時代の武将。毛利氏家臣。毛利興元、幸松丸、元就に仕え、日取役を任された。子は毛利元就の側近として活躍した平佐就之。

## 出自
平佐氏は毛利氏の庶流で、毛利元春の四男・中馬忠広の次男である中馬広貞が安芸国高田郡平佐郷を領して、地名から「平佐」の名字を名乗った。広貞以降は平佐元淵、元賢、就之と続き、江戸時代には長州藩士となっている。

## 生涯
延徳3年（1491年）、毛利氏庶流の家臣である平佐元淵の子として生まれる。
年不詳であるが、安芸国山県郡寺原における合戦で父・元淵が戦死したため、家督を相続する。
大永3年（1523年）7月15日に毛利氏当主の毛利幸松丸が幼くして死去したため、毛利氏の重臣たちが後継者を誰にするか協議し、2、3人の重臣が毛利元就の異母弟である相合元綱を擁立しようとしたが、執政の志道広良を筆頭に福原広俊や桂元澄ら多くの重臣は元就を当主に推挙した。
毛利元就の家督相続が決まったため、同年7月25日に志道広良や福原広俊ら毛利氏の重臣15名が連署して、元就の家督相続受諾を慶ぶと共に、少しの他意も無く元就を奉じて忠誠を尽くすことを誓約して、元就の吉田郡山城への入城を要請する起請文が作成された。
毛利氏重臣の連署起請文が作成された同日に吉田郡山城と同じ山中にあった満願寺の僧侶である満願寺栄秀が元就の吉田郡山城への入城の吉日良辰を占ったところ、8月10日の申酉の刻という結果になったことを満願寺栄秀と元賢が国司有相と井上有景を通じて志道広良に伝えている。その後、元就は卜占の結果に従って8月10日に吉田郡山城に入城した。
具体的な年は不明だが、毛利元就が「少輔次郎」を名乗っていた時期の6月4日に、毛利氏の本拠地である吉田の事についてあれこれと深く気を揉んでいるので頼みにするという旨の書状を元就から送られている。
享禄4年（1531年）、嫡男の平佐就之が生まれる。
永禄6年（1563年）に死去。享年73。